# Naoki Ishihara
Naoki Ishihara (石原 直樹 Ishihara Naoki?,  Takasaki, Gunma, 14 de agosto en 1984) es un exfutbolista japonés que jugaba de delantero.

## Trayectoria
| Club                      | País  | Año       |
| ------------------------- | ----- | --------- |
| Shonan Bellmare           | Japón | 2003-2008 |
| Omiya Ardija              | Japón | 2009-2011 |
| Sanfrecce Hiroshima       | Japón | 2012-2014 |
| Urawa Red Diamonds        | Japón | 2015-2017 |
| Vegalta Sendai (préstamo) | Japón | 2017      |
| Vegalta Sendai            | Japón | 2018-2019 |
| Shonan Bellmare           | Japón | 2020-2021 |

## Palmarés

### Títulos nacionales
| Título             | Club                | País  | Año  |
| ------------------ | ------------------- | ----- | ---- |
| J1 League          | Sanfrecce Hiroshima | Japón | 2012 |
| Supercopa de Japón | Sanfrecce Hiroshima | Japón | 2013 |
| J1 League          | Sanfrecce Hiroshima | Japón | 2013 |
| Supercopa de Japón | Sanfrecce Hiroshima | Japón | 2014 |
| Copa J. League     | Urawa Red Diamonds  | Japón | 2016 |

### Distinciones individuales
| Distinción                     | Año  |
| ------------------------------ | ---- |
| MVP de Octubre de la J. League | 2014 |